# Авіакатастрофа Су-30 в Іркутську
Авіакатастрофа Су-30 в Іркутську — авіаційна катастрофа, що сталася в місті Іркутськ Сибірського федерального округу Росії 23 жовтня 2022 року. При вильоті з авіазаводу для випробувального польоту на житловий будинок упав військовий літак Су-30. Льотчики не змогли катапультуватися.

## Перебіг подій
Військовий літак Су-30 ЗС РФ при наборі висоти з авіазаводу зазнав аварії. Літак упав на двоповерховий будинок в районі Іркутська Ново-Леніне, на вулиці Пржевальського.

## Причини
24 жовтня Слідчий комітет оголосив дві основні версії катастрофи Су-30 в Іркутську: втрата свідомості пілота. Екстрені служби повідомили, що пілоти Су-30 втратили свідомість під час польоту і не змогли вибратися з розбитого літака з житлового кварталу Іркутська.  Крім того, залишок азоту в кисневих балонах міг стати причиною загибелі екіпажу.

## Наслідки та жертви
За даними, пожежа, що виникла внаслідок авіакатастрофи Су-30, зайнялась на 200 квадратних метрів.
Пілоти — майори Максим Конюшин та Віктор Крюков загинули. Ніхто з цивільних не постраждав.

## Розслідування
Слідчий комітет Росії відкрив кримінальну справу за статтею 263 Кримінального кодексу («Порушення правил безпеки руху та експлуатації повітряного транспорту»). Для розслідування авіакатастрофи створено комісію. У Ленінському районі Іркутська введено режим надзвичайної ситуації. 